# ボスコニアン
『ボスコニアン』(BOSCONIAN) は、1981年11月にナムコから発売された業務用多方向スクロールシューティングゲーム。タイトル画面では “STAR DESTROYER”（スター・デストロイヤー）というサブタイトル風のフレーズが添えられている。開発コードは「V-9」。発売時のキャッチコピーは、「Formation Attack!.... コンピューターボイスが告げた宇宙海賊との戦闘が始まる」。海外では、米ミッドウェイ社に対し、南北アメリカにおける本作の業務用機製造・販売許諾が与えられた。
本作のキービジュアルは、SFイラストの第一人者であった長岡秀星によるもので、ポスターやフライヤーなどに使用され注目を集めた。長岡の起用は、甲斐敏夫（同社『パックマン』〈1980年〉のサウンド担当）の提案による。
後に複数のパソコンやゲーム機に移植されている（#移植版）。また、続編としてアーケードゲーム『ブラストオフ』（1989年）、およびPCエンジン用ソフト『ファイナルブラスター』（1990年）が発売された（#続編）。

## ゲーム内容

### 基本ルール
「銀河パトロール隊」と「宇宙海賊ボスコニアン」が戦いを繰り広げる3038年の宇宙を舞台に、メイン画面中央の「スペースパトロール機」（以下、自機）を操作し、各所に点在する「敵基地」を破壊するのが目的となっている。“Blast off!”（訳：発進せよ！）の「コンピューターボイス」（合成音声）でラウンド開始。画面右側にあるレーダー表示上の全ての敵基地を破壊するとラウンドクリアとなり、次のラウンドに進む。敵兵器や障害物に接触するとミスとなり、自機は破壊される。自機を全て失うとゲームオーバー。上位5位までのネームエントリーと、コンティニューが可能となっている。

### 操作
操作は8方向レバーと1ボタンで行う。自機はレバー入力方向に瞬時に向きを変え、常に機首方向へ前進し続ける（自機の表示位置はメイン画面中央に固定され、周囲のキャラクターや背景が8方向にスクロールする）。ボタンを押すと進行方向の前後に「ミサイル」（以下、自弾）が発射される。これにより、自機を追尾する敵への攻撃も可能となっている。自弾は画面内に最大4発（＝2連射）まで発射可能。

### 情報表示
画面レイアウトは、同社が本作の前年に発売した『ラリーX』を踏襲しており、画面右側には上から順に「得点」・「コンディション」・「レーダー」・「残機数」・「ラウンド数」が表示される。
- 得点は上から「HI-SCORE」（ハイスコア）、「1UP」（プレイヤー1の得点）、「2UP」（プレイヤー2の得点）となっている。初期ハイスコアは20,000点。ハイスコアを更新するとゲームオーバー時にハイスコアミュージックが演奏され、プレイヤーへの祝福メッセージとともに巨大な数字でスコアが表示される。上位5位に入ると英字3文字のネームエントリーが可能となる。

- コンディション表示は合成音声とともに戦場の状況変化をプレイヤーに伝える。

| 表示             | 音声                      | 状況         |
| ---------------- | ------------------------- | ------------ |
| （表示なし）     | “Blast off!”              | ラウンド開始 |
| GREEN            | （音声無し）              | 敵機攻撃なし |
| YELLOW           | “Alert! Alert!”[注釈 9]   | 敵機攻撃あり |
| RED！！          | “Condition red!”[注釈 10] | 敵機総攻撃   |
| FORMATION ATTACK | “Battle stations!”        | 敵編隊襲来   |
| （表示なし）     | “Spy ship sighted”        | 偵察機出現   |
非戦闘時は「GREEN」。交戦状態に入ると「YELLOW」に変化。ラウンド開始から一定時間経過するか、「偵察機」を1回または数回逃すと「RED!!」が点滅表示され、「敵ミサイル」が大量に出現する「総攻撃」状態となる。総攻撃状態はミスをするか、そのラウンドをクリアするまで継続する。
敵ミサイルによる「編隊攻撃」が発生した際は、警告メッセージとともに隊列の形も表示される。
- レーダーはフィールド全域をカバーしており、自機（点滅する白色の点）[注釈 13]・敵基地（緑色の点）・敵編隊（赤色の点）の各位置を確認できる。レーダー表示の上下および左右の端はそれぞれ繋がっているため、フィールドには終端が存在しない。

- 残機数は小型の自機マークで表される（最大4機まで表示）。標準設定では全3機でゲームが開始され、得点が20,000点と70,000点で各1機追加、以後70,000点ごとに1機ずつ追加される。

- ラウンド数は現在のラウンドを数字で表示する。敵基地の配置パターンはラウンド17までで一区切りとなり、ラウンド18以降はラウンド12-17のパターンを繰り返す。

### 難易度設定
本作は基板のディップスイッチにより難易度設定を切り替えることができる。設定は「A」・「B」・「C」・「AUTO」の4種類が用意され、Aが標準、Bが最も易しく、Cが最も難しくなっている。AUTOはプレイヤーの腕前に合わせて自動的に難易度テーブルを変更する仕組みで、これは『パックマン』のゲームデザイナーである岩谷徹が考案した「セルフゲームコントロールシステム（自動難易度設定機能）」の概念を導入したものである。
またAUTO設定では、ラウンドをノーミスでクリアするとボーナス得点が加算される。点数は (ノーミスクリア達成回数×100)×そのラウンドでの敵基地破壊数 となっている。ノーミス達成回数はコンティニュー後も引き継がれ、10回までカウントされる。敵基地は1ラウンドに最大8箇所設置されるので、ボーナス得点の上限は8,000点となる。

### 新旧バージョン
本作は大きく分けて「OLD」と「NEW」2つのバージョンがあり、以下のような違いや特徴がある。
- NEWバージョンはボタンの長押しで連射が可能。
- NEWバージョンの方が易しい。
- 各ラウンドの敵基地の配置パターンが異なる[注釈 14]（ミッドウェイ版は両バージョンともOLDの配置パターンとなっている[19]）。

### その他
- 自機の爆発パターンの中に『宇宙大作戦』の「エンタープライズ号」に似たシルエットが存在する[14][20]。これは本作の開発中、同宇宙船を模したキャラクターを仮の自機として使用していた名残である。開発部の岡本進一郎によりデザインされたこのキャラクターは、同時期に開発していた『ギャラガ』（1981年）のチャレンジングステージ専用キャラクターに転用された（ステージ31に登場）[21][22]。

- 敵機の爆発パターンに「刀」という文字に見えるものがあり[23]、電波新聞社刊『ALL ABOUT namco』（1985年）には、開発者が当時入れ込んでいたバイクの名前[要検証 – ノート]である旨が掲載されている[注釈 15]。

- ラウンド256到達時の挙動について、『ALL ABOUT namco』には「ボスコニアン（新バージョン）は256面になると、2面のMAPにもどり、そして恐ろしい速さで8方向スクロールする」と記載されており[14]、アーケードアーカイブス版などで動作を確認できる[24][注釈 16]。

また、雑誌『ゲーメスト』（新声社）1986年5月号61頁には「256面までいくと暴走する」と記載されているが、具体的な挙動やバージョンについては言及されていない。
- 1クレジット255面クリア達成者は、日本で5人とされている（1986年5月時点）[25]。

- 日本初のゲーム音楽サウンドトラック『ビデオ・ゲーム・ミュージック』（1984年/アルファレコード）に収録されている[注釈 18]。

- 後のUGSFでは、本作の時代設定を2281年とし、自機の名称を「対ボスコニアン戦航宙機『ブラスター』」と再設定している。同様にシリーズ続編の『ブラストオフ』は2289年、完結編『ファイナルブラスター』を2290年の出来事としているが、これらの年数の下二桁は各作品の発売年（西暦）の下二桁と同一となっている（UGSF年表）。

## 敵キャラクター
敵キャラクターの中でレーダーに表示されるのは敵基地と敵編隊のみである。また敵が自弾以外（障害物や敵基地の弾に当たるなど）で破壊されても得点が加算される。

### 障害物
- 小惑星 (ASTEROID)

その昔、巨大な惑星が砕け散った残骸。移動・攻撃能力はない。接触すると自機・敵機問わず破壊される。得点は10点。
- 機雷 (COSMO-MINE)

宇宙海賊が防衛線のために敷設したもの。移動能力はないが、弾や機体が接触すると爆発する。巻き込まれると自機・敵機問わず誘爆によって破壊される（ただし敵基地の砲台には効かない）。20点。

### 敵ミサイル
宇宙海賊の主力兵器。自機とほぼ同じ大きさだが、戦闘機ではなくミサイルであり、体当たり攻撃を仕掛けてくる。
- アイヒ型ミサイル (I-TYPE)

戦闘機の様な形をした薄紫色のミサイル。自機をしつこく追跡する。50点。
- プルーア型ミサイル (P-TYPE)

青いブーメラン型のミサイル。自機を囲むような軌道で攻撃してくる。60点。
- エッドール型ミサイル (E-TYPE)

敵基地中心部から発射されるオレンジ色のミサイル。ラウンド4から登場する。直進するだけだが、他のミサイルより速度が速い。70点。

#### 編隊攻撃 (FORMATION ATTACK)
時折、上記のミサイルが編隊を組んで攻撃してくることがある。編隊攻撃発生時は画面右側のコンディション表示部分に「FORMATION ATTACK」の警告と隊列の形が表示され、“Battle stations!”（訳：戦闘配置！）という合成音声が流れる。
- 自機が全ての敵基地から一定距離（敵基地中心部が画面に映り込まない程度）以上離れている時に発生する。
- 編隊は必ず5発（通常色4発＋色違い1発）で編成され、色違いの1発が「司令機」となっている（コンディション表示部では、通常色のミサイルが黄色い点、司令機が紫色の点で表示される）。
- 編隊の隊形は4種類あり、隊形ごとに司令機の位置が決まっている。
- 編隊攻撃発生から一定時間、または司令機が撃破されるまで、通常の敵ミサイルが出現しなくなる。
- 敵基地から発射され、高速かつ最短コースで自機へと向かって来る。レーダー上では赤色の点で表示される。
- メイン画面に入ると、アイヒ型と同等またはやや速い程度まで減速し、自機に体当たりを仕掛けてくる。その際、個々のミサイルが向きを変えても編隊の形・向きは変化しない。
- 司令機を撃破すると警報が解除され、残ったミサイルは追尾性能を失って散開し、画面外に消える。司令機の得点は通常ミサイルの2倍となっている。
- 5発全てを撃破した場合、500点（アイヒ型）、1000点（プルーア型）、1500点（エッドール型）のボーナス得点が加わる（最後の1発撃破後、点数表示あり）。

### 偵察機 (SPY SHIP)
ラウンド開始から一定時間経過すると出現する黄緑色の機体。登場する際は、警告として “Spy ship sighted”（訳：偵察機発見）という合成音声が流れる。
- ミサイルとは異なり、積極的な体当たりは仕掛けて来ない。
- 画面外に逃げられると総攻撃開始までの時間が短縮される（短縮される時間は偵察機が画面内にとどまった時間に比例する）。
- 逃げた偵察機は折り返し再登場し、撃墜されるか総攻撃が始まるまで偵察行動を繰り返す。
- 得点は200 - ？点（撃墜後、点数表示あり）。
- 撃墜から一定時間（10-15秒ほど）経過すると、別機体の偵察機が出現する（1ラウンドあたり最大4機まで）。

### 敵基地 (ENEMY BASE)
開閉式シェルターを持つ「中心部」と、その周囲に球状の「砲台」（CANNON）6基を連結した巨大要塞。レーダー上では緑色の点で表示される。移動能力はないが、砲台から発射される無誘導の弾は、自機のみならず敵兵器（基地以外）や障害物も破壊する。加えて、ラウンド4以降は中心部からエッドール型ミサイルを発射してくる。シェルターが開いた時に中心部を攻撃するか、砲台を全て破壊すれば倒すことができる。得点は、砲台1基が200点、基地全体を破壊すると1,500点。破壊後は数秒間、敵の攻撃が弱まる。
その特異かつ印象的なデザインから本作を象徴するキャラクターとなっており、イラストやタイトルロゴにモチーフとして使用されているほか、続編や同社他作品にも登場している（#関連項目）。

## 移植版
基地の配置については、準拠しているバージョン等を備考欄に記す（エミュレータ水準の移植は、収録バージョンとして記す）。
| No. | タイトル                                                          | 発売日                                     | 対応機種                             | 開発元                   | 発売元       | メディア                                        | 型式                                                                                | 備考                                                  |
| --- | ----------------------------------------------------------------- | ------------------------------------------ | ------------------------------------ | ------------------------ | ------------ | ----------------------------------------------- | ----------------------------------------------------------------------------------- | ----------------------------------------------------- |
| 1   | ボスコニアン                                                      | 1982年12月                                 | M5                                   | タカラ                   | タカラ       | ロムカセット                                    | GRC-3                                                                               | 基地：独自仕様                                        |
| 2   | ボスコニアン                                                      | 1984年7月14日                              | MSX                                  | ナムコ                   | ナムコ       | ロムカセット                                    | DP-3912014                                                                          | 基地：OLD準拠                                         |
| 3   | ボスコニアン                                                      | 1986年3月下旬                              | PC-6001mkII                          | マイコンソフト           | 電波新聞社   | カセットテープ 3.5インチフロッピーディスク      | DP-3103152 (CT版) DP-3103153 (3.5"FD版)                                             | 基地：OLD準拠                                         |
| 4   | スーパーモード ボスコニアン                                       | 1987年1月頃                                | X1                                   | マイコンソフト           | 電波新聞社   | カセットテープ 5インチフロッピーディスク        | DP-3203163 (CT版) DP-3203222 (5"FD版)                                               | 基地：OLD準拠 スーパーモード搭載                      |
| 5   | Bosconian '87                                                     | 1987年                                     | Amstrad CPC コモドール64 ZX Spectrum | Binary Design            | Mastertronic | カセットテープ フロッピーディスク               | IA 0209 (CPC) IC 0209 (C64) IS 0209 (ZX)                                            | アレンジ移植                                          |
| 6   | ボスコニアン                                                      | 1988年12月20日                             | X68000                               | マイコンソフト           | 電波新聞社   | 5インチフロッピーディスク                       | DP-3205009                                                                          | アレンジ移植 オリジナルモード搭載(基地：OLD準拠)      |
| 7   | ナムコミュージアム VOL.1                                          | 1995年11月22日 1996年7月31日 1996年8月17日 | PlayStation                          | ナウプロダクション       | ナムコ       | CD-ROM                                          | SLPS-00107 SLUS-00215 SCES-00243                                                    | 基地：OLD準拠                                         |
| 8   | ナムコヒストリー VOL.4                                            | 1998年12月4日                              | Windows(95/98)                       | ナムコ                   | ナムコ       | CD-ROM                                          | NMC-2012                                                                            | OLDバージョン収録                                     |
| 9   | ボスコニアン                                                      | 2003年7月16日                              | J-スカイ （Javaアプリ）              | インプラス               | ナムコ       | ダウンロード （ナムコアプリキャロットJ）        | -                                                                                   |                                                       |
| 10  | ボスコニアン                                                      | 2003年11月27日                             | iアプリ                              | インプラス               | ナムコ       | ダウンロード （アプリキャロット）               | -                                                                                   |                                                       |
| 11  | ボスコニアン                                                      | 2004年9月2日                               | BREW対応機種 （EZアプリ）            | インプラス               | ナムコ       | ダウンロード （ナムコステーション）             | -                                                                                   | 再発版は2006年10月26日配信開始                        |
| 12  | Namco Museum: 50th Anniversary ナムコミュージアム アーケードHITS! | 2005年8月27日 2006年1月26日                | PlayStation 2 Xbox ゲームキューブ    | Digital Eclipse          | ナムコ       | DVD-ROM                                         | PS2: SLUS-21164 SLES-53957 SLPS-25590 XB:NMO-2201A-NM GC: DOL-G5NE-USA DOL-G5NP-EUR | OLDバージョン収録 日本国内ではPlayStation 2版のみ発売 |
| 13  | Namco Museum: 50th Anniversary                                    | 2005年10月25日                             | Windows                              | Digital Eclipse          | ナムコ       | CD-ROM                                          | -                                                                                   |                                                       |
| 14  | Namco Museum Battle Collection ナムコミュージアム VOL.2           | 2005年8月23日 2005年12月9日 2006年2月23日  | PlayStation Portable                 | ナムコ・テイルズスタジオ | ナムコ       | UMD                                             | ULUS-10035 UCES-00116 ULJS-00047                                                    | NEWバージョン収録                                     |
| 15  | ナムコミュージアム バーチャルアーケード                           | 2008年11月4日 2009年5月15日 2009年11月5日  | Xbox 360                             | バンナム                 | バンナム     | DVD-ROM                                         | 21022 2RD-00001                                                                     | NEWバージョン収録                                     |
| 16  | ボスコニアン                                                      | 2009年11月17日                             | Wii                                  | バンナム                 | バンナム     | ダウンロード （バーチャルコンソールアーケード） | -                                                                                   | OLDバージョンを収録                                   |
| 17  | ボスコニアン                                                      | 2023年8月23日 2023年8月24日                | PlayStation 4 Nintendo Switch        | バンナム                 | ハムスター   | ダウンロード （アーケードアーカイブス           | CUSA-44189 CUSA-44186 CUSA-44187                                                    | OLD・NEW両バージョン収録                              |

SORD M5（タカラ ゲームパソコンM5）版
敵機の種類が少なく、敵基地中央から発射されるエッドール型ミサイル以外は、原作には存在しない黄色いUFO型の機体しか登場しない。敵基地もやや小さく（自機の4キャラ分ほど）、配置パターンも独自のものとなっている。障害物は機雷のみで、敵機との衝突判定は無い。また、合成音声・コンディション関連の仕様・ハイスコア画面・ネームエントリー等も省かれている。
MSX版
ナムコットゲームセンターシリーズの第10弾で、移植はプログラマー深谷正一が担当。ハードウェアスクロール機能を持たないMSXで滑らかな（キャラクター単位ではない）スクロールを実現し、ラウンド開始時の音声 “Blast off!” も再現している。敵基地の配置はOLDバージョンに準拠しているが、ボタンの長押しで連射するNEWバージョンの仕様も採用されている。その他、以下のような違いがある。
- 自機が敵基地の間近にいても編隊攻撃が発生する。
- 編隊攻撃時、コンディション表示欄に隊形が表示されない。
- 偵察機出現時、コンディション表示欄に黄色地に黒文字で「SPY!!」と表示される。
- 敵基地が縦（画面の上下方向からコアが破壊できる）向きでしか登場しない。
- エッドール型ミサイルがラウンド3から登場する。
- 総攻撃中に敵基地を破壊すると総攻撃状態が解除される。
- ゲームオーバー時のハイスコア演出が音楽のみ。
- ネームエントリー・コンティニューが省略されている。
- エクステンド (1UP) の点数が異なる（10,000点と30,000点で各1機。以降30,000点毎に1機ずつ追加される）。
- 敵基地破壊時に画面全体が赤くフラッシュする演出が加えられている。（オリジナル版、他機種移植版にはこの演出はない）

1990年3月9日に発売されたMSX2用オムニバスソフト『ディスクNG.1』にも再録されている。
PC-6001mkII／6601版
移植は『タイニーゼビウス』の作者松島徹による。低解像度モードを使用し、やや低速ながらもスムーズな動作を実現している。コンディション表示や敵基地の向きなど、多くの要素でMSX版を踏襲しているが、エッドール型ミサイルの登場は原作通りラウンド4からとなっている。自機数はゲーム開始時は4機で、10,000点と50,000点で各1機、以降50,000点毎に1機ずつ追加される。
X1版
アーケード版の再現を主眼とした「ノーマルモード」に加え、パワーアップ要素や隠しコマンドを追加した「スーパーモード」（全256ラウンド）を搭載。両モードとも3段階の難易度を選択できる。敵基地の配置は基本的にOLDバージョンに準拠。コンティニュー機能を実装しているが、再開はラウンドの最初からとなる。ゲーム開始時の自機数は3機。エクステンドスコアはモードによって異なり、ノーマルモードが10,000点と30,000点、以降30,000点毎。 スーパーモードでは15,000点と40,000点、以降40,000点毎となっている。
動きの滑らかさには劣るものの、横向きの敵基地や編隊攻撃警告時の隊形表示、ハイスコア画面などを再現している。その他、合成音声や偵察機警告表示、編隊攻撃および総攻撃の仕様、ネームエントリー省略などの各要素はMSX版と共通している。
X68000版
ハードの性能に合わせリファインされたグラフィック、自機のパワーアップ要素、古代祐三・永田英哉による独自のBGMなどが追加された「アレンジモード」（全48ラウンド）が本移植のメインとなっている。面構成やサウンドをアーケード版に準拠させた「オリジナルモード」も搭載（ただしグラフィックはアレンジ仕様のまま。全99ラウンド）。アーケード版に遜色のないクオリティを実現しているが、偵察機警告表示や総攻撃の仕様、ネームエントリーの省略など、MSX版以来の要素も引き継いだ内容となっている。両モードとも、ゲームスタート時の自機数は4機で、50,000点毎に1機ずつ追加される。
プログラム担当はPC-6001mkII版と同じ松島徹。本作は、松島が同時期に移植していたX68000版『アフターバーナー』制作の息抜きとして、個人的趣味で作っていたものが基となっている。
ナムコミュージアム版
- 1995年11月22日発売のPlayStation版『ナムコミュージアム VOL.1』に収録。基地の配置パターンはOLDバージョンだが、ボタンの長押しで連射となるNEWバージョンの仕様も採用されている。
- 2006年1月26日発売のPlayStation 2版『ナムコミュージアム アーケードHITS!』に収録。
- 2006年2月23日発売のPlayStation Portable版『ナムコミュージアム VOL.2』に収録。
- 2009年11月5日発売のXbox 360版『ナムコミュージアム バーチャルアーケード』に収録。

バーチャルコンソール版
2009年11月17日よりWiiのバーチャルコンソールアーケードで配信開始（2019年1月31日サービス終了）。
アーケードアーカイブス版
2023年8月24日よりPlayStation 4とNintendo Switchにて配信開始。OLDバージョンとNEWバージョンを収録。「ハイスコアモード」でもOLDバージョンとNEWバージョンとを選べる。「こだわり設定」にて起動画面の表示、ゲームスピードの調整、難易度の変更を設定できる。
なお、ファミリーコンピュータへの移植は、当時の技術的問題から画面を左右に分割しての多方向スクロールとレーダー表示の再現が困難であったため、また無理に仕様を変更した場合『ボスコニアン』らしさが失われることが懸念されたため、断念されている。

## スタッフ
アーケード版
- 企画：佐藤誠市（メイン企画者）[注釈 37]、横山茂、澤野和則（発案）[注釈 38]
- ハードウェア：小川徹
- プログラム：黒須一雄
- 音楽：大野木宜幸
- グラフィック：小野浩

MSX版
- プログラム：深谷正一[45]

PC-6001mkII版
- プログラム：T.MATSUSHIMA（松島徹）

X1版
- プログラム：N.GANKOH

X68000版
- メイン・プログラム：NEKOMANMA（松島徹）
- グラフィック・アレンジ：松島徹、R-MA G-ROW（土田康司）
- 音楽：永田英哉、古代祐三
- 効果音：永田英哉

## 評価
アーケード版
ゲーメストムック『ザ・ベストゲーム2』（1998年）では「秀作ゲーム紹介」に選定され、同書では本作の画面右にマップが付随している構成が同社の「『ラリーX』のシステムを応用したものである」と指摘した上で、『ラリーX』において4方向であったものが8方向になっている事に関して「確実に進化していることを実感できる」と肯定的に評価した。また、『ラリーX』との大きな相違点として、マップ外に出る（ループする）事が可能な点を挙げている。

## 続編

### ブラストオフ
『ブラストオフ』(BLAST OFF) は、1989年3月24日にナムコより発売された業務用縦スクロールシューティングゲーム。システム基板「SYSTEM I」の第15弾作品で、ROMキットでのみ販売された。開発元はN.H.SYSTEM。発売当時のキャッチコピーは「第二次宇宙戦争勃発!!」。
前作のボスコニアン戦争終結から数千年後、敗走したボスコニアン軍が他銀河系の支配者の助力を得て逆襲に乗り出し、銀河の覇権をかけた戦いが再び幕を開けたという設定で、最新鋭機「ブラスターFR」を操って敵要塞基地に侵入し、中枢を破壊、ボスコニアン軍を退けることが目的となっている。1ラウンドは3エリアで構成され、ゲームは全6ラウンド（18エリア）構成。各ラウンドの3エリア目は要塞基地内部での戦闘となり、自機が大きく表示される。操作は8方向レバー＋2ボタンで、パワーアップ要素は無いが4種類の武器（赤：前方波形＞青：前後同時＞橙：前左右＞緑：Ｙ字＞赤）を随時順番に切り替えることができる。
ゲームシステムの一部や演出面に前作の名残が見られるものの、ゲーム内容としてはほとんど別物となっている。爽快感の希薄さや敵デザインの地味さなどからゲームセンターで注目を集めることができず、ナムコのゲームとしては比較的短命であったとされる。家庭用は2006年9月に、携帯電話向けサイト「ナムコ・ゲームス」にて、iアプリとして配信。また、2024年9月26日にアーケードアーカイブスの1作品としてPlayStation 4とNintendo Switchで配信された。

#### スタッフ
『ブラストオフ』エンドクレジットより。
- ゲームデザイン：NAK（中村伸武）、TAK（竹矢吉孝）
- プログラム：NAK（中村伸武）
- グラフィック：TAK（竹矢吉孝）
- キャラクター：ARG、M.G
- 音楽：KOB(川瀬知香)、TOG（富樫則彦）

### ファイナルブラスター
『ファイナルブラスター』(FINAL BLASTER) は、1990年9月28日にナムコ（ナムコット）から発売されたPCエンジン用縦スクロールシューティングゲーム。シリーズ3作目にして最終作となっている。開発元はN.H.SYSTEM、ノバ、アイシステム東京。
ゲリラ戦を繰り返し、遂に月面にまで迫ったボスコニアン軍に対抗するため、人類は敵の本拠地「惑星ボスコニアン」への侵攻を決断した。敵壊滅作戦のコードネームは「ファイナルブラスター」。プレイヤーは最新鋭戦闘機「フェニックス」を駆って敵地最奥まで侵攻し、敵軍を司る「クイーンボスコニアン」を倒すことが最終目標となっている。自機は移動速度を随時4段階に変更可能で、アイテムの取得により通常弾のパワーアップとオプションを装備することができる。通常弾はパワーアップの段階とオプションの数の組み合わせによって、攻撃形態が16種類に変化。また、溜め撃ちで強力な貫通兵器「フェニックスブラスター」を発射する。さらにオプションを消費することで緊急回避用の「オプションボム」を使用できるなど、多彩な攻撃手段が用意されている。全7ラウンド構成で、4回までのコンティニューが可能。ラウンド終了時の自機の状態とラウンド中のミスの回数によって次ラウンドの難易度レベルが変化する仕様となっており、最終ラウンドのレベルによってエンディングの演出も一部変化する。
覚え要素が強めの高難易度シューティングであり、原作とほぼ別物である点は前作と同様だが、自機パワーアップ関連の仕様やグラフィックの作り込みなど、比較的派手な作風に変化している。また、ナムコゲームへのオマージュ要素の多さも特徴となっている。2008年9月より、Wiiバーチャルコンソールソフトとして配信・販売された。

#### スタッフ
『ファイナルブラスター』エンドクレジットより。
- ゲームデザイン：TAKE（竹矢吉孝）
- プログラム：D.HISAYA
- グラフィックデザイン：KOJI 78
- 音楽制作：NORIRIN（富樫則彦）
- 音楽プログラム：KAERU.T（谷口蛙）

### サウンドトラック
- ナムコサウンドミュージアム メルヘンメイズ＆ブラストオフ＆ファイナルブラスター

（CD2枚組 / 型番：SRIN-1158 / 合計収録時間：2時間3分47秒)
2018年11月30日、スーパースィープ (Sweep Record) より発売。N.H.SYSTEM開発作品を集めたアルバムとなっており、『ブラストオフ』はオリジナル音源14曲とアレンジ版2曲（アレンジャー：富樫則彦・江口孝宏）、『ファイナルブラスター』はオリジナル音源20曲とアレンジ版1曲（アレンジャー：細江慎治）を収録している。